# Pericles
Pericles (c. 495 a. C.- 429 a. C.) (en griego clásico: Περικλῆς, ‘rodeado de gloria’; en griego moderno: Περικλής; latín: Pericles) fue un importante jurista,  magistrado, general, político y orador ateniense en los momentos de la edad de oro de la ciudad (en concreto, entre las guerras médicas y las del Peloponeso). Fue hijo de Jantipo, artífice de la victoria helena sobre los persas en la batalla de Micala (479 a. C.), y de Agaristé, sobrina del prestigioso legislador ateniense Clístenes y miembro de la familia aristocrática de los Alcmeónidas. Fue el principal estratega de Grecia. Llamado el Olímpico, por su imponente voz y por sus excepcionales dotes de orador.
Pericles tuvo tanta influencia en la sociedad ateniense que Tucídides, un historiador coetáneo, lo denominó como «el primer ciudadano de Atenas». 
Pericles convirtió a la Confederación de Delos en el Imperio ateniense, y dirigió a sus compatriotas durante los primeros dos años de la guerra del Peloponeso. El periodo en el que Pericles gobernó Atenas a veces es conocido como el Siglo de Pericles, aunque ese período a veces puede abarcar fechas tan tempranas como las guerras médicas o tan tardías como el siglo siguiente.
Pericles fomentó las artes y la literatura. Por esta razón, Atenas tiene la reputación de haber sido el centro educacional y cultural de la Antigua Grecia. Comenzó un ambicioso proyecto que llevó a la construcción de la mayoría de las estructuras supervivientes en la Acrópolis de Atenas, incluyendo el Partenón, así como de otros monumentos como los Propileos. Su programa embelleció la ciudad y sirvió para exhibir su gloria, a la vez que dio empleo a muchos ciudadanos. Además, Pericles defendió hasta tal punto la República griega que algunos de sus críticos le consideran populista. Asimismo, Pericles otorgó gran importancia a los dioses, fundamentalmente a Atenea, pero sin olvidar a su pueblo. Por ello, dedicó un templo a dicha diosa, además de estar presente en numerosas monedas e, incluso, un frontón.
Fue además rival de Cimón en 459 a. C. y jefe del partido republicano. Después de la muerte de Cimón, condenó a Tucídides (no el historiador sino un político, hijo de Melesias) al ostracismo. Fundó en sólidas bases la potencia naval y colonial de Atenas, sometió la isla de Eubea en 446 a. C., la de Samos en 440 a. C. e hizo tomar parte a Atenas en la guerra del Peloponeso.
Discípulo de Anaxágoras de Clazómenes y de Zenón de Elea, fue amigo de Fidias y atrajo a Atenas al arquitecto Hipodamo de Mileto, al sofista Protágoras, y al historiador Heródoto. En su época brillaron Sófocles y Eurípides —máximas figuras del teatro griego— y destacó por el círculo de Aspasia.

## Primeros años
Pericles nació alrededor del 495 a. C., en el demo (demarcación) de Colargos, al norte de Atenas. Era hijo del político Jantipo, quien, si bien había sido condenado al ostracismo durante los años 485 o 484 a. C., volvió a Atenas para dirigir el contingente ateniense en la victoria griega de la Batalla de Mícala solo cinco años después. La madre de Pericles, Agarista, era parte de la poderosa familia de los Alcmeónidas, y sus conexiones familiares jugaron un papel crucial en el comienzo de la carrera política de Jantipo. Agarista era bisnieta del tirano de Sición, Clístenes, y sobrina del reformista ateniense Clístenes, otro alcmeónida.
Según Heródoto y Plutarco, Agarista soñó, algunas noches antes del nacimiento de Pericles, que daba a luz un león. Una interpretación de esta anécdota es que el león es el símbolo tradicional de la grandeza, aunque la historia también puede estar haciendo alusión al tamaño inusual del cráneo de Pericles, que se convirtió en el objetivo habitual de los comediantes contemporáneos, llegando a recibir el apelativo de «cabeza de albarrana» (una especie de cebolla). Si bien Plutarco asegura que esta deformación era el motivo por el que Pericles siempre era representado con casco, este no era exactamente el motivo, sino que el casco era el símbolo de su rango oficial como estratego (general).
Pericles pertenecía a la tribu local de Acamantis y sus primeros años fueron silenciosos. Un joven introvertido que huía de apariciones en público y prefería dedicar su tiempo a los estudios.
La nobleza de su familia y su nivel económico le permitieron proseguir su inclinación hacia los estudios. Aprendió música de los maestros de su tiempo (Damón o Pitocleides podrían haber sido sus profesores) y se considera que fue el primer político en atribuir una gran importancia a la filosofía. Disfrutó de la compañía de los sofistas y físicos pre-socráticos Protágoras, Zenón de Elea y Anaxágoras. Anaxágoras particularmente llegó a convertirse en un buen amigo y le influyó enormemente. La forma de pensar de Pericles, así como el carisma que tenía en su retórica podrían haber sido en parte una consecuencia del énfasis filosófico en la calma emocional al enfrentarse a los problemas, y del escepticismo sobre el fenómeno divino. Su calma y autocontrol proverbial también se contemplan como parte de la influencia de Anaxágoras.

## Carrera política hasta 431a.C.

### Entrada en política
En la primavera de 472 a. C., Pericles presentó la obra de teatro Los persas de Esquilo en las Dionisias como lo que entonces se conocía por liturgia (una obra privada financiada por un particular con la finalidad de servir al bien público). Con ello demostraba que en ese momento era uno de los hombres más ricos de Atenas. Simon Hornblower ha argumentado que la elección de esta obra y no otra, que presenta una imagen nostálgica de la famosa victoria de Temístocles en la Batalla de Salamina, muestra que el joven político estaba apoyando a Temístocles frente a su oponente político, Cimón, cuya facción había salido victoriosa y había enviado a Temístocles al ostracismo poco después.
Plutarco dice que Pericles se mantuvo como el primero entre los atenienses durante cuarenta años. Si esto fue así, entonces Pericles debió haber tomado una posición de liderazgo hacia la década de 460 a. C. Durante estos años luchó por mantener su privacidad y trató de presentarse como modelo para sus conciudadanos. Por ejemplo, a menudo rehuía los banquetes, procurando ser frugal.
En el año 463 a. C. Pericles dirigía la acusación contra Cimón, el líder de la facción conservadora, que había sido acusado de negligencia en la defensa de los intereses de Atenas en Macedonia. Aunque Cimón fue absuelto, esta confrontación demostró que el principal oponente político de Pericles era vulnerable.

### El ostracismo de Cimón
Alrededor de los años 462 y 461 a. C., los líderes del partido republicano decidieron que era el momento de intentar tomar el control del Areópago, un Consejo tradicional controlado por la aristocracia ateniense, que en tiempos pasados había llegado a ser uno de los cuerpos más poderosos del Estado. El líder del partido y mentor de Pericles, Efialtes de Atenas, propuso una brusca reducción del poder del Aerópago. La Ekklesía (la asamblea ateniense) aceptó la proposición de Efialtes sin demasiada oposición. Esta reforma señaló el comienzo de una nueva era de «República».
El partido republicano fue gradualmente volviéndose el partido dominante en la política ateniense, y Pericles se mostraba dispuesto a seguir una política republicana de trato igual a los iguales y desigual a los desiguales, para mantener a la gente de su lado. De acuerdo con Aristóteles, la postura de Pericles se puede explicar por el hecho de que su principal oponente político, Cimón, era rico y generoso, y era capaz de asegurarse el apoyo público mediante la utilización de su fortuna personal. El historiador Loren J. Samons II argumenta, sin embargo, que Pericles tenía suficientes recursos para poder haber hecho lo mismo si hubiera querido.
En el año 461 a. C., Pericles consiguió eliminar a su gran oponente mediante la utilización del ostracismo. La acusación para ello fue que Cimón había traicionado a la ciudad por haber actuado como un amigo de Esparta, una acusación que era muy frecuente enarbolar frente a los políticos de la facción conservadora.
Incluso después del ostracismo de Cimón, Pericles continuó llevando a cabo y promocionando una política republicana con gran carga social. Primero propuso un decreto que permitía a los pobres acudir a ver las obras de teatro sin tener que pagar, siendo el estado el que cubriría el coste de su admisión. Mediante otros decretos redujo los requisitos de propiedad necesarios para formar parte del arcontado e introdujo el pago de unas generosas cantidades de dinero para aquellos ciudadanos que sirviesen como jurados en la Heliea (la corte suprema de Atenas). Sin embargo, la medida que más controversia creó fue la ley del año 451 a. C., que limitaba la ciudadanía ateniense a aquellos que fuesen nacidos de ciudadanos atenienses por ambos lados.
Tales medidas impulsaron a los críticos de Pericles, que le veían como el responsable de la degeneración gradual de la república ateniense. Constantino Paparrigópulos (1815-1891), uno de los más importantes historiadores griegos modernos, argumenta que Pericles buscaba la expansión y estabilización de todas las instituciones republicanas. Por ello, impulsó una legislación que garantizaba a las clases más bajas el acceso al régimen político y a los oficios públicos, de los cuales habían sido apartados anteriormente debido a sus medios limitados o a su humilde condición. De acuerdo con Samos, Pericles creía que era necesario elevar al Demos, en el que veía la fuente del poder ateniense y un elemento crucial en el dominio militar de Atenas. La flota, sin duda la espina dorsal del poder de Atenas desde los días de Temístocles, estaba compuesta casi en su totalidad por miembros de las clases inferiores.
Cimón, por el otro lado, parece que ya había dejado de creer que existiera espacio para la evolución republicana. Estaba seguro de que la república había llegado a su punto álgido y que las reformas de Pericles llevaban a la instauración de la democracia, degenerando el régimen establecido. Según Paparrigopoulos, la historia acabó dando la razón a Cimón, puesto que Atenas, a partir de la muerte de Pericles, se hundió en un abismo de turbulencia política y democracia. Paparrigopoulos mantiene que cayó sobre la ciudad una regresión sin precedentes, y que su gloria fue muriendo como resultado de la muerte de Pericles el republicano. Según otro historiador, Justin Daniel King, la república benefició al pueblo individualmente, pero hirió al estado. Otros autores, como Donald Kagan defienden que las medidas republicanas de Pericles llevadas a efecto supusieron la base de una fuerza política inexpugnable. Después de todo, Cimón acabó aceptando la república, y no se opuso a la ley de ciudadanía tras su retorno del exilio en el año 451 a. C.

### Pericles dirige Atenas
El asesinato de Efialtes en el año 461 a. C. preparó el camino para que Pericles consolidara su autoridad. A falta de una oposición fuerte tras la expulsión de Cimón, el indiscutible líder del partido republicano se convirtió en el gobernante de Atenas. Se mantuvo en el poder casi de forma ininterrumpida hasta su muerte en el otoño (septiembre a diciembre) del año 429 a. C.. Según el historiador Tucídides,

Pericles, que poseía gran autoridad por su prestigio e inteligencia y era inaccesible manifiestamente al soborno, contenía a la multitud sin quitarle libertad, y la gobernaba en mayor medida que era gobernado por ella; y esto, debido a que no hablaba de acuerdo con su capricho para buscarse influencia por medios indignos, sino que, gracias a su sentido del honor, llegaba a oponerse a la multitud. Así pues, cuando se daba cuenta de que los atenienses ensoberbecidos tenían una confianza injustificada, con sus palabras los contenía, atemorizándolos, y cuando sin razón temían, les devolvía la confianza. Y era aquello oficialmente una democracia; pero, en realidad, un gobierno del primer ciudadano.

#### Primera guerra del Peloponeso
Pericles llevó a cabo sus primeras expediciones militares durante la primera guerra del Peloponeso, que fue provocada en parte por la alianza ateniense con Megara y Argos, y la subsiguiente reacción de Esparta. En el año 454 a. C. atacó Sición y Acarnania. Luego intentó sin éxito tomar Oeniadea, en el golfo de Corinto, antes de regresar a Atenas. En 451 a. C., Cimón se dice que volvió del exilio y que negoció una tregua de cinco años con Esparta tras una propuesta de Pericles, lo cual indica un cambio en la estrategia política de Pericles. Pericles pudo haberse dado cuenta de la importancia de la contribución de Cimón durante los conflictos contra los peloponesios y los persas. Anthony J. Podlecki argumenta, sin embargo, que ese cambio de postura de Pericles fue un invento de los historiadores antiguos para fortalecer una visión tendenciosa de su carácter.
Plutarco subraya que Cimón consiguió un acuerdo para compartir el poder con sus oponentes, según el cual Pericles se encargaría de los asuntos internos y Cimón sería el líder del ejército de Atenas que se encontraba en campaña. Si realmente fue así, este acuerdo habría supuesto una concesión por parte de Pericles en el hecho de que no era un gran estratega. Kagan opina que Cimón se adaptó a las nuevas condiciones y llevó a cabo un matrimonio político entre los liberales de Pericles y los conservadores.
A mediados de la década de 450 a. C. los atenienses lanzaron un ataque fallido para ayudar a la revuelta egipcia contra Persia, que llevó a un prolongado asedio de una fortaleza persa situada en el delta del Nilo. La campaña culminó con un desastre a gran escala: las fuerzas de asedio fueron derrotadas y destruidas. En 451-450 a. C. los atenienses mandaron tropas a Chipre. Cimón derrotó a los persas en la Batalla de Salamina, pero murió de enfermedad en el año 449 a. C. Se dice que Pericles comenzó ambas expediciones en Egipto y Chipre, aunque algunos investigadores, como por ejemplo Karl Julius Beloch, argumentan que el envío de una flota de tal magnitud está más de acuerdo con el espíritu de la política de Cimón.
Para complicar aún más el relato de este período tan complejo, se añade la controversia sobre la Paz de Calias, que supuestamente terminó con las hostilidades entre griegos y persas. La misma existencia de este tratado está muy discutida, y los detalles de la negociación son también ambiguos. Ernst Badian cree que la paz entre Atenas y Persia se ratificó por primera vez en el año 463 a. C. (haciendo que las intervenciones atenienses en Egipto y Chipre fuesen violaciones del tratado), y renegociado a la conclusión de la campaña en Chipre, tomando fuerza de nuevo entre los años 450 y 449 a. C., como resultado del cálculo estratégico de Pericles de que el conflicto con Persia estaba debilitando la posibilidad ateniense de esparcir su influencia en Grecia y el Egeo. Kagan cree que Pericles usó a Calias, un cuñado de Cimón, como símbolo de unidad, y que le empleó en varias ocasiones para negociar acuerdos importantes.
En la primavera de 449 a. C., Pericles propuso el Decreto de Congreso, que llevó a una reunión (congreso) de todos los estados griegos para considerar la cuestión de reconstrucción de los templos destruidos por los persas. El congreso no tuvo éxito por culpa de Esparta, pero las verdaderas intenciones de Pericles todavía no están claras. Algunos historiadores piensan que quería promover una especie de confederación con la participación de todas las ciudades griegas, y otros que quería fomentar la preeminencia ateniense. De acuerdo al historiador Terry Buckley, el objetivo del Decreto de Congreso era un nuevo mandato para la Liga de Delos y para la recaudación de phoros (impuestos).
Durante la segunda guerra sagrada Pericles dirigió a la armada ateniense contra Delfos y reinstauró a Fócida en sus derechos soberanos sobre el oráculo. En 447 a. C. Pericles se involucró en la campaña por la cual se le admira más, la expulsión de los bárbaros de la península tracia de Gallípolli, con el fin de establecer colonos atenienses en la región. Para entonces, sin embargo, Atenas se encontraba seriamente amenazada por una serie de revueltas entre sus aliados (o, para ser más exactos, sus subordinados). En 447 a. C. los oligarcas de Tebas conspiraron contra la facción democrática. Los atenienses demandaron su rendición inmediata pero, tras la Batalla de Coronea de ese año, Pericles se vio obligado a admitir la pérdida de Beocia con el fin de recuperar a los prisioneros atenienses tomados en esa batalla. Con Beocia en manos hostiles, Fócida y Lócrida eran incontrolables y poco a poco fueron cayendo en manos de los oligarcas enemigos. En 446 a. C. se produjo un levantamiento aún más peligroso: Eubea y Megara se levantaron en armas. Pericles cruzó hasta Eubea con sus tropas, pero fue obligado a volver cuando un ejército espartano invadió Ática. Mediante sobornos y negociaciones, Pericles logró ahuyentar el peligro inminente, y los espartanos volvieron a su ciudad. Cuando Pericles fue investigado más tarde por la utilización de dinero público no pudo justificarse suficientemente un gasto de 10 talentos, dado que los documentos oficiales solo se referían a que ese dinero fue utilizado para «un muy serio propósito». En cualquier caso, el «serio propósito» (el soborno) era tan obvio que los auditores aprobaron el gasto sin nombrarlo oficialmente y sin ni siquiera investigarlo en profundidad. Una vez que la amenaza espartana fue eliminada, Pericles cruzó de nuevo a Eubea para aplastar la revuelta. Infligió un severo castigo a los propietarios de tierras en Calcis, que perdieron sus propiedades. Los habitantes de Histiea, por su parte, que habían masacrado a la tripulación de un trirreme ateniense, fueron desarraigados y sustituidos por 2000 colonos de Atenas. La crisis terminó oficialmente con la Paz de los Treinta Años (invierno de 446 a. C. - 445 a. C.), en la cual Atenas renunciaba a una buena parte de sus posesiones e intereses en el interior de Grecia que había ido adquiriendo desde 460 a. C., y tanto Atenas como Esparta acordaban no intentar conquistar ninguno de los estados aliados del otro.

#### Batalla final con los conservadores

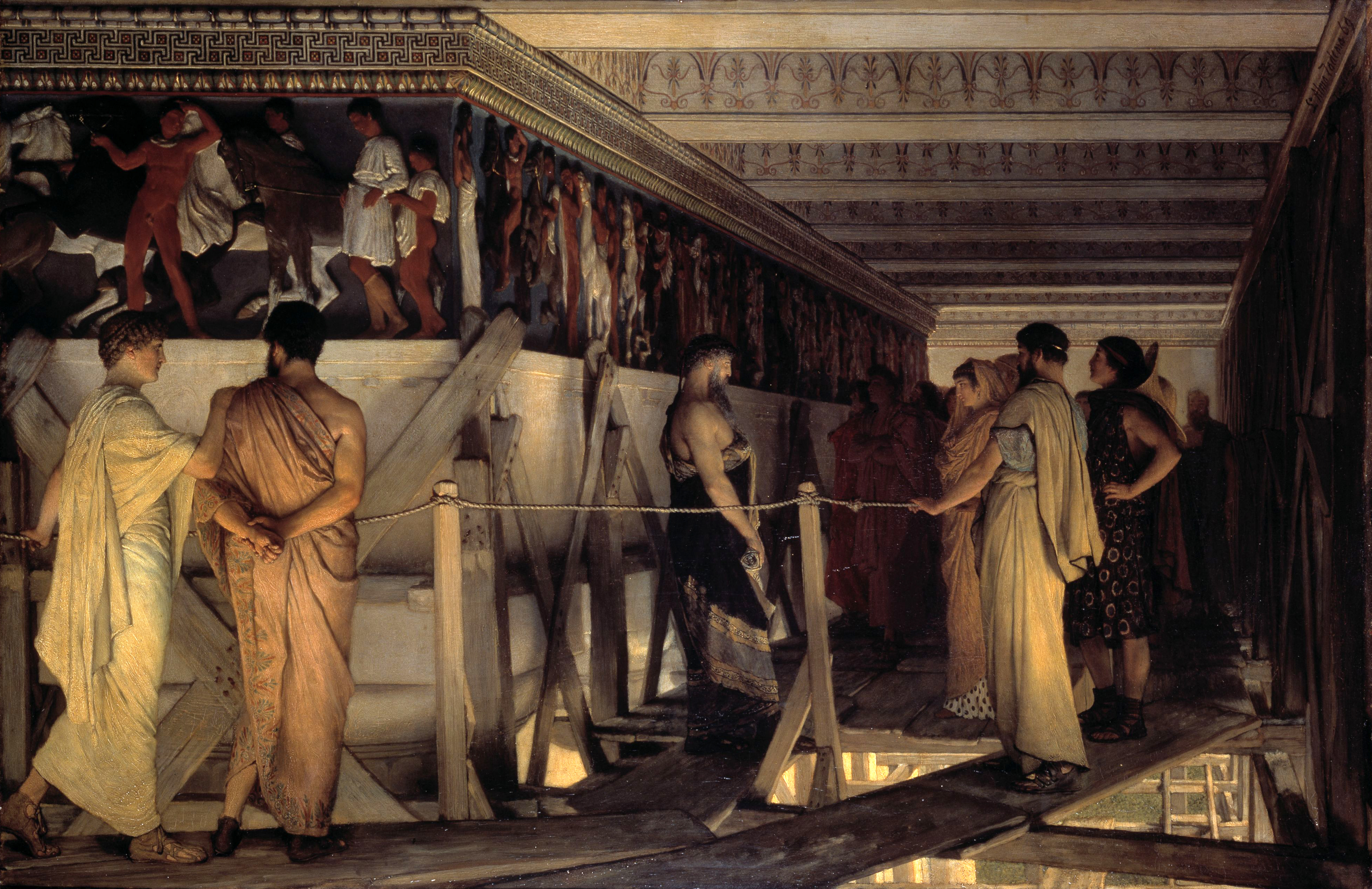
Fidias mostrando el friso del Partenón a Pericles, Aspasia, Alcibíades y amigos, cuadro de Lawrence Alma-Tadema (1868), Birmingham Museum & Art Gallery.

En el año 444 a. C. la facción democrática y la conservadora se enfrentaron en una nueva y feroz lucha. El nuevo y ambicioso líder conservador, Tucídides (no hay que confundirlo con el historiador del mismo nombre), acusó a Pericles de derrochar el dinero público, criticando la forma en que Pericles utilizaba el dinero en el plan de construcción que se estaba llevando a cabo. Tucídides consiguió en un principio poner a la Ekklesía de su parte, pero cuando Pericles tomo la palabra eclipsó completamente a los conservadores. Pericles respondió proponiendo, si era necesario, rembolsar a la ciudad todos los gastos con su propiedad privada, bajo la condición de que haría las inscripciones y dedicatorias a su propio nombre. Su propuesta fue acogida con un gran aplauso y Tucídides se encontró con una derrota inesperada. En el año 442 a. C., los atenienses condenaron a Tucídides al ostracismo durante 10 años, y Pericles volvió a convertirse en el líder político sin rival de Atenas.

#### El gobierno de Atenas sobre la alianza
Pericles quería estabilizar el dominio de Atenas sobre su alianza y con ello reforzar su preeminencia en Grecia. El proceso a través del cual la Liga de Delos se transformó en el Imperio ateniense generalmente se considera que comenzó bastante antes del tiempo de Pericles, dado que varios aliados en la liga eligieron pagar tributo a Atenas en lugar de aportar hombres para las naves de la flota. Sin embargo, esta transformación se aceleró y llegó a su conclusión mediante una serie de medidas puestas en práctica por Pericles. Los pasos finales en esa traslación hacia el imperio pudieron haber sido disparadas por la derrota ateniense en Egipto, que amenazó el dominio de la ciudad en el Egeo y llevó a la revuelta de varios aliados, como Mileto o Eritrea. Ya sea por verdadero temor por su seguridad tras la derrota en Egipto y por las revueltas, o como pretexto para ganar el control de la economía de la Liga, Atenas transfirió el tesoro de la Alianza de Delos a Atenas en los años 454 y 453 a. C. Para los años 450-449 a. C. las revueltas en Mileto y Eritrea habían sido controladas y Atenas había restaurado su control sobre los aliados. Alrededor de 447 a. C. Clearco propuso el Decreto de Moneda, que imponía el peso y medida de la moneda de plata ateniense a todos sus aliados. De acuerdo con una de las previsiones más drásticas del decreto, todos los excedentes de la operación de acuñación debía ir a un fondo especial, y todo aquel que propusiese utilizarlo de otro modo podía ser condenado a pena de muerte.
Fue del tesoro de la alianza de donde Pericles sustrajo los fondos necesarios para llevar a cabo su ambicioso plan de construcción, centrado en la Acrópolis de Pericles, que incluía los Propileos, el Partenón y la estatua de oro de Atenea Promacos, esculpida por Fidias, amigo de Pericles. En el año 449 a. C. Pericles propuso un decreto que permitía el uso de 9000 talentos para financiar la reconstrucción masiva de los templos atenienses. Angelos Vlachos, un académico griego, apunta que la utilización del tesoro de la alianza, iniciada y ejecutada por Pericles, es una de las más grandes apropiaciones indebidas de la historia. Esta apropiación financió, sin embargo, algunas de las más maravillosas creaciones artísticas del mundo antiguo.

#### La Guerra contra Samos
La Guerra contra Samos fue el último evento militar significativo antes de la guerra del Peloponeso. Después del ostracismo de Tucídides, Pericles se encontró en una situación en la que era reelegido anualmente para el puesto de strategos (general), único cargo que llegó a ocupar oficialmente. Sin embargo, su influencia política era tal que le convertía en el gobernante de hecho del Estado. En el año 440 a. C. la isla de Samos se encontraba en guerra con Mileto por el control de Priene, una antigua ciudad de Jonia en el pie de las colinas de Mícala. Mileto estaba perdiendo la guerra, y acudió a Atenas para que les ayudasen en su conflicto con Samos. Cuando Atenas ordenó a ambas partes detener las hostilidades y someter el caso al arbitraje de Atenas, Samos se negó. En respuesta, Pericles hizo promulgar un decreto enviando una expedición a Samos, «alegando ante su gente que, si bien había sido conminados a detener su guerra contra Mileto, no estaban cumpliendo». En una batalla naval la flota ateniense dirigida por Pericles y otros nueve generales derrotó a las fuerzas de Samos e impuso en la isla una administración de su agrado. Cuando Samos se levantó contra el gobierno ateniense, Pericles obligó a los rebeldes a rendirse tras un duro asedio de ocho meses que acabó provocando un descontento bastante importante de los marinos atenienses. Pericles entonces terminó con una revuelta en Bizancio y, cuando volvió a Atenas, pronunció un discurso fúnebre en honor a los soldados que habían muerto en la expedición.
Entre los años 438 y 436 a. C. Pericles dirigió a la flota ateniense en el Ponto Euxino (Mar Negro) y estableció relaciones amistosas con las ciudades griegas de la región. Pericles también se centró en proyectos internos, tales como la fortificación de Atenas (construyendo la muralla interna alrededor del año 440 a. C.), y en la creación de nuevas colonias, como Andros, Naxos y Turios (444 a. C.), así como Anfípolis (437–436 a. C.).

## Ataques personales

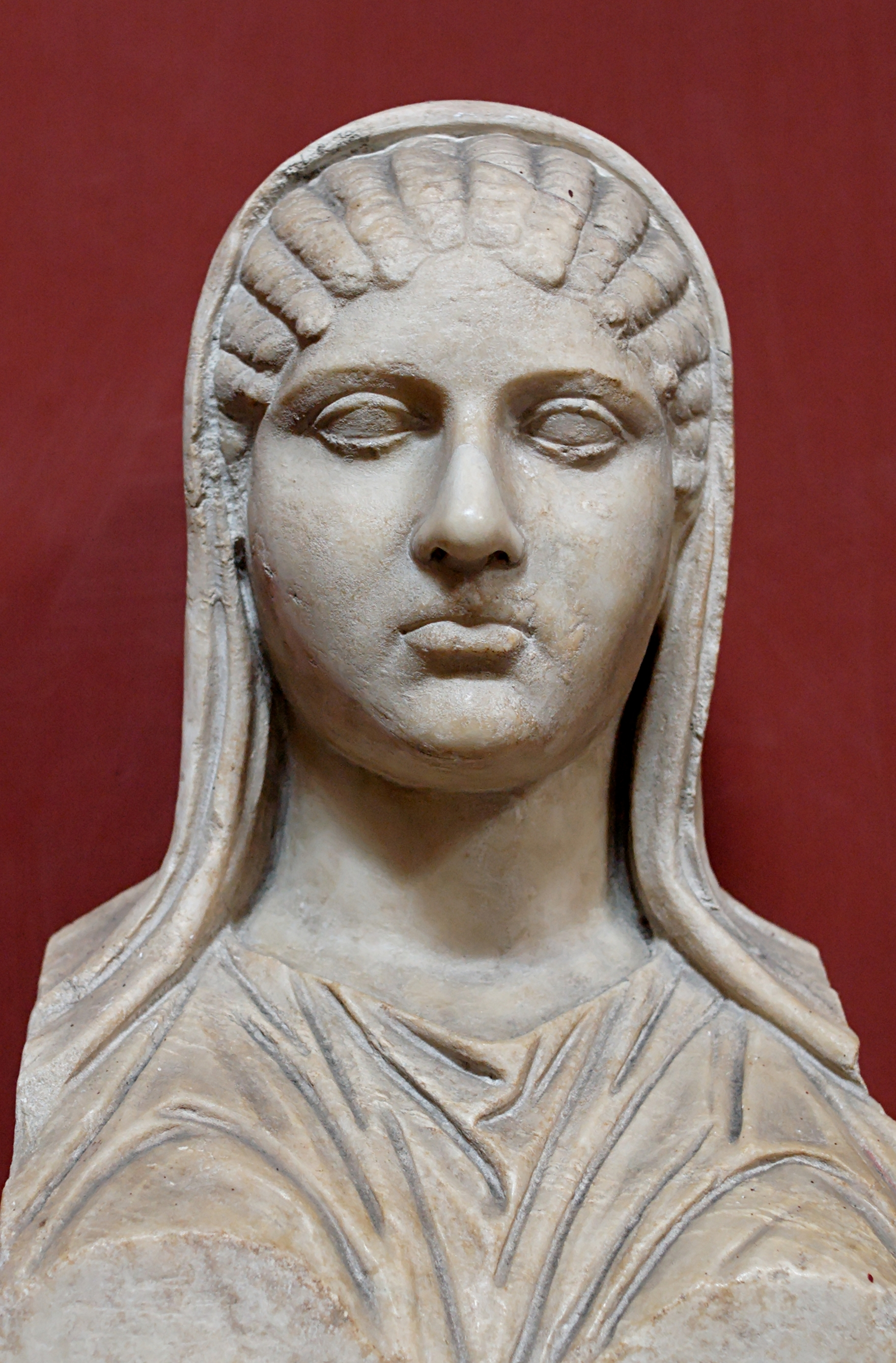
Aspasia de Mileto (469–406 a. C.), compañera de Pericles.

Pericles y sus allegados no fueron inmunes a los ataques de las facciones rivales, puesto que la preemeniencia en la democracia ateniense no era equivalente a un mando absoluto. Justo antes de que estallara la guerra del Peloponeso, Pericles y dos de sus socios más cercanos, Fidias y su compañera, Aspasia de Mileto, se enfrentaron a una serie de ataques personales y judiciales.
Fidias, que había estado al cargo de todos los proyectos de construcción fue acusado en primer lugar de la apropiación indebida de oro destinado a la estatua de Atenea y más tarde de ofensa moral. Esta última se basaba en que al crear la batalla de las amazonas en el escudo de Atenea, dibujó una figura que se parecía a él mismo en la forma de un viejo hombre calvo, y también insertó a alguien que se parecía a Pericles luchando con una Amazona. Los enemigos de Pericles también encontraron un testigo (posiblemente falso) en su contra, llamado Menon.
Aspasia, que era conocida por su gran capacidad como conversadora y consejera, fue acusada de corromper a las mujeres de Atenas con el fin de satisfacer las perversiones de Pericles. Aspasia era probablemente una hetaira que llevaba un burdel, aunque esto es algo que los estudiosos modernos discuten. Estas acusaciones probablemente no fueron más que demandas sin fundamento, pero la experiencia en sí supuso un trago muy amargo para el líder ateniense. Aunque Aspasia fue absuelta gracias a uno de los escasos arranques emocionales de Pericles, su amigo Fidias murió en prisión y otro amigo suyo, Anaxágoras, fue atacado por la Ekklesia por sus creencias religiosas.
Además de estas persecuciones iniciales, la Ekklesia atacó a Pericles mismo, demandando una justificación por su ostensible derroche y mala administración de dinero público. Según relata Plutarco, Pericles estaba tan asustado por el juicio que no permitió a los atenienses hacer concesiones a los lacedemonios. Beloch también opina que Pericles trajo deliberadamente la guerra para proteger su posición política. Con ello, al comienzo de la guerra del Peloponeso, Atenas se encontró en la difícil situación de tener que confiar su futuro a un líder cuya preeminencia se acaba de haber visto amenazada por primera vez en más de una década.

## La guerra del Peloponeso
Las causas de la guerra del Peloponeso se han debatido en profundidad, aunque gran parte de los historiadores antiguos culpan de ella a Pericles y Atenas. Plutarco parece creer que Pericles y los atenienses incitaron a la guerra, luchando por imponer sus tácticas con una cierta arrogancia y un amor por la confrontación. Tucídides también apunta la misma idea, y aunque en general se le contempla como un admirador de Pericles, el historiador en este punto ha sido criticado por su parcialidad a favor de Esparta.
Valerio Máximo cita una curiosa anécdota según la cual un triste y meditabundo Pericles recibió la visita de su sobrino Alcibíades. Este le preguntó qué le perturbaba, a lo que Pericles contestó que, habiéndole encargado a la ciudad edificar los Propíleos de la Acrópolis, había gastado tal cantidad de dinero que no sabía cómo rendir cuentas de su gestión. Entonces le dijo Alcibíades:

Búscate, pues, un medio de no tener que rendirlas.

Así pues, Pericles, colmado de honores pero finalmente irresoluto, siguiendo el consejo de su joven y temerario sobrino, implicó a los atenienses en una guerra contra sus vecinos, de modo que no tuvieran ocasión de pedirle cuentas (431 a. C.).

### Preludio

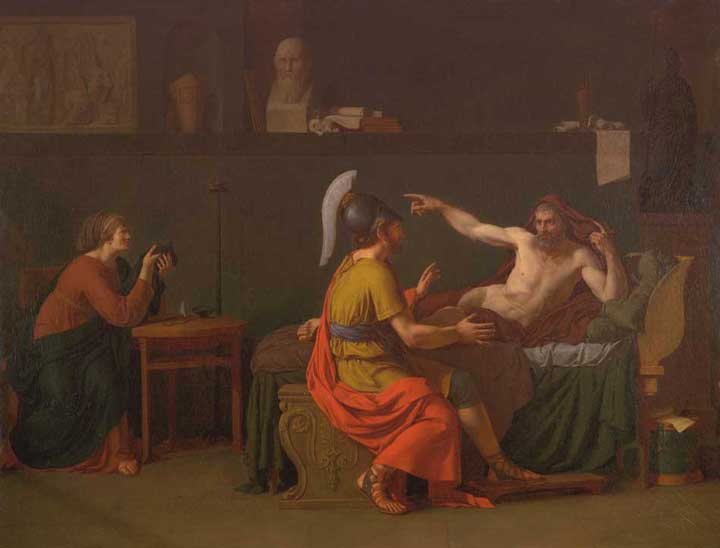
Anaxágoras y Pericles, por Augustin-Louis Belle (1757 – 1841)

Pericles estaba convencido de que la guerra con Esparta, que no podía afrontar la preeminencia ateniense, sería inevitable, e incluso hasta cierto punto bienvenida. Por ello no vaciló en enviar tropas a Corcira a reforzar a la flota que ahí se encontraba en guerra contra Corinto. En el año 433 a. C. las flotas enemigas se enfrentaron en la Batalla de Síbota y un año más tarde los atenienses lucharon contra los colonos corintos en la Batalla de Potidea, lo cual contribuyó en gran medida al odio de Corinto contra Atenas. Durante ese mismo periodo, Pericles propuso el decreto de Megara, que se parecía en gran medida a un embargo económico moderno. Los mercaderes de Megara quedaban excluidos del mercado de Atenas y de utilizar los puertos de su imperio. Esta prohibición estranguló la economía de Megara y amenazó la frágil paz entre Atenas y Esparta, aliada de Megara. De acuerdo con George Cawkwell, con este decreto Pericles rompió la Paz de los Treinta Años «aunque, quizás, con la apariencia de una excusa». La justificación ateniense fue que Megara había cultivado la tierra consagrada a la diosa Deméter, y que había dado refugio a esclavos escapados, un comportamiento que los atenienses consideraban impío.
Después de consultar con sus aliados, Esparta envió una comitiva a Atenas para exigir una serie de concesiones, tales como la expulsión inmediata de la familia Alcmeónida, incluyendo a Pericles, y la derogación del decreto de Megara, amenazando con la guerra si no se atendiese a sus demandas. El obvio propósito de estas condiciones era instigar una confrontación entre Pericles y el pueblo de Atenas. Esto acabó ocurriendo unos pocos años más tarde, pero en este caso los atenienses siguieron sin dudarlo las instrucciones de Pericles. En el primer discurso legendario que Tucídides relata, Pericles aconseja a los atenienses no plegarse ante las demandas espartanas, puesto que ellos eran militarmente más fuertes. Pericles no estaba preparado para hacer concesiones unilaterales, creyendo que «si Atenas hacía concesiones en ese tema, entonces Esparta seguramente saldría con nuevas exigencias».
Consecuentemente, Pericles pidió a los espartanos un quid pro quo: En intercambio por la derogación del decreto de Megara, los atenienses exigían a Esparta abandonar su práctica de la expulsión periódica de los extranjeros de su territorio (xenelasia) y reconocer la autonomía de sus ciudades aliadas, exigencia que implicaba que la hegemonía espartana tampoco era tal. Los términos fueron rechazados por los espartanos y, al no estar ninguna de las dos partes dispuestas a echarse atrás, los dos bandos se prepararon para la guerra. De acuerdo con los autores Athanasios G. Platias y Constantinos Koliopoulos, profesores de estudios estratégicos y política internacional, «en lugar de plegarse a exigencias coercitivas, Pericles eligió la guerra». Otra consideración que podría haber influenciado a Pericles era la posibilidad de que las revueltas en el imperio comenzasen a estallar en el momento en que Atenas se mostrase débil.

### Primer año de guerra (431a.C.)

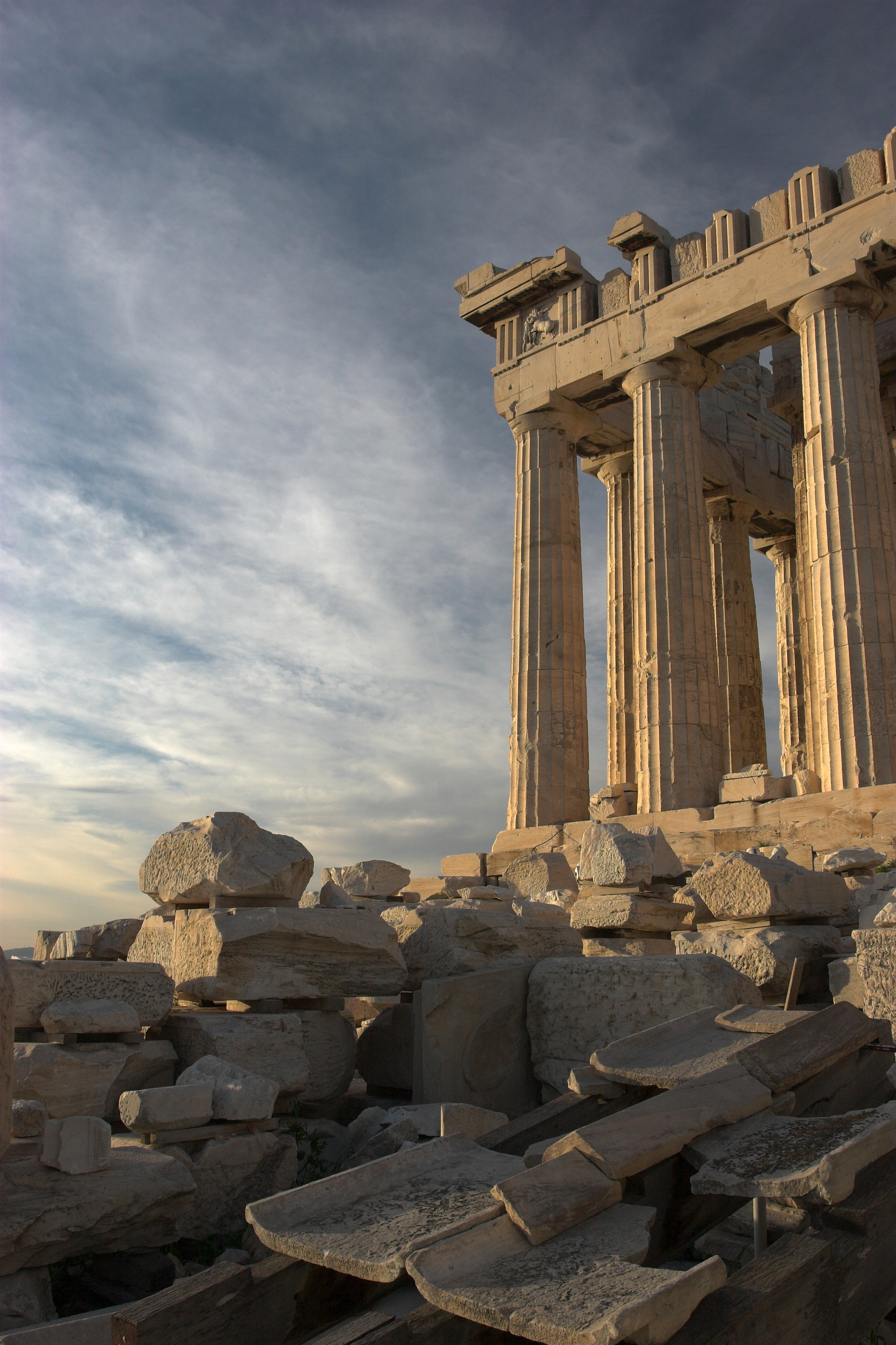
El Partenón, una obra maestra auspiciada por Pericles, vista desde el sur.

En el año 431 a. C., cuando la paz ya se encontraba en crisis, Arquidamo II, rey de Esparta, envió una segunda delegación a Atenas exigiendo a los atenienses plegarse a las exigencias espartanas. Esta delegación no fue admitida en Atenas, puesto que Pericles ya había hecho promulgar una resolución según la cual ninguna delegación espartana sería admitida en la ciudad si los espartanos habían iniciado las hostilidades. La armada espartana se encontraba entonces guarnecida en Corinto y, viendo esto como una acción hostil, los atenienses rechazaron admitir a sus emisarios. Tras este último intento, Arquidamo invadió Ática, pero no encontró ningún ateniense en la zona. Pericles, consciente de que la estrategia espartana sería invadir y saquear el territorio ateniense, ya había organizado la evacuación de toda la población de la región dentro de las murallas de Atenas.
No existe ningún documento que recoja exactamente cómo Pericles consiguió convencer a los habitantes de Ática para que se trasladasen a las ya bastante abarrotadas áreas urbanas. Para muchos, este desplazamiento significaba abandonar sus tierras, así como sus ancestrales templos y altares, y cambiar completamente su estilo de vida. Por ello, si bien accedieron a desplazarse, muchos habitantes de las áreas rurales estaban muy descontentos con la decisión de Pericles. Pericles también aseguró a sus compatriotas que si llegaba el caso de que el enemigo no saquease sus propias granjas, él ofrecería estas propiedades a la ciudad. Esta promesa surgió debido a su preocupación por la posibilidad de que Arquidamo, que era amigo de Pericles, pudiera atravesar el estado sin asolar sus tierras, ya sea como muestra de amistad o como movimiento político calculado en busca de separar a Pericles del pueblo.
En cualquier caso, viendo como sus granjas fueron sometidas al saqueo, los atenienses se indignaron, y pronto comenzaron a dirigir su descontento contra su líder, a quien muchos consideraban como el causante de haber traído la guerra. Sin embargo, incluso sometido a tanta presión, Pericles no cedió a su exigencia de emprender acciones inmediatas contra el enemigo o de revisar la estrategia inicial. También evitó convocar a la Ekklesía, temiendo que el pueblo pudiera decidir de forma apresurada enfrentarse a los espartanos en campo abierto. Como las reuniones de la asamblea se hacían a discreción de los presidentes de turno, los prytaneis, Pericles no tenía un control formal sobre su agenda. Sin embargo, el respeto que tenían a Pericles era suficiente para persuadirles de hacer lo que él quería. Mientras que el ejército espartano permanecía en Ática, Pericles envió una flota de 100 naves a saquear las costas del Peloponeso y encargó a la caballería la protección de las granjas saqueadas próximas a las murallas de la ciudad. Cuando el enemigo se retiró y finalizó el pillaje, Pericles propuso un decreto mediante el cual las autoridades de la ciudad deberían apartar 1000 talentos y 100 naves para el caso de que Atenas fuera atacada por fuerzas navales. Según la provisión más drástica de dicho decreto, la simple proposición de un uso distinto del dinero o de las naves conllevaría la pena de muerte. Durante el otoño de ese año, Pericles dirigió las fuerzas atenienses que invadieron Megara y, unos meses más tarde (invierno de 431-430 a. C.), pronunció su monumental y emocional Discurso fúnebre, honrando a los atenienses que murieron por su ciudad.

### Últimas acciones militares y muerte
En 430 a. C., el ejército de Esparta saqueó Ática por segunda vez, pero Pericles no cedió y rechazó revisar su estrategia inicial.
Pericles no deseaba un enfrentamiento con el ejército espartano en una batalla a campo abierto, por lo que volvió a dirigir una expedición naval para saquear la costa del Peloponeso, esta vez llevándose 100 naves atenienses con él. Según Plutarco, justo antes de partir las naves hubo un eclipse lunar que asustó a las tripulaciones, pero Pericles utilizó los conocimientos astronómicos que había adquirido de Anaxágoras para calmarles. En el verano de ese mismo año se desencadenó una epidemia que diezmó a los atenienses. Los detalles exactos de la enfermedad se desconocen y han sido objeto de extensos debates. En cualquier caso, la epidemia provocó un nuevo descontento general en la ciudad, y Pericles se vio obligado a defenderse en un discurso final muy emocional (Véase Discurso fúnebre de Pericles), del cual Tucídides nos relata una parte. A este discurso se le considera una oración monumental, que demuestra las virtudes de Pericles y, al mismo tiempo, su amargura frente a la ingratitud de sus compatriotas. Temporalmente logró con ello calmar el resentimiento popular y capear el temporal, pero sus enemigos internos salieron con una última apuesta para derrocarle: lograron quitarle el generalato e imponerle una multa estimada de entre 15 y 50 talentos. Las fuentes antiguas mencionan a Cleón, un político naciente de la escena política ateniense durante la guerra, como fiscal en el juicio de Pericles.
En cualquier caso, en solo un año, en 429 a. C., los atenienses no solo perdonaron a Pericles sino que le reeligieron de nuevo como Strategos. Fue reinstaurado en el mando del ejército ateniense y dirigió todas sus operaciones militares de ese año, teniendo de nuevo bajo su control a las principales instituciones atenienses. En ese año, sin embargo, Pericles fue testigo de la muerte en la epidemia de sus dos hijos legítimos nacidos de su primera esposa, Jantipo y Paralos, en el plazo de cuatro días. Con su moral bajo mínimos, rompió a llorar y ni siquiera su compañera, Aspasia, pudo consolarle. Sin embargo, no permitió que su pesar se transluciera en su semblante, y siguió hablando ante el pueblo con su fogosa elocuencia. Su gran fortaleza de ánimo le valió el título de Olímpico.
Él mismo murió por causa de la epidemia en otoño de 429 a. C. y, justo antes de su muerte, sus amigos se concentraron alrededor de su cama, enumerando sus virtudes durante la paz y subrayando sus nueve trofeos militares. Pericles, aunque moribundo, les escuchó y les interrumpió, señalando que habían olvidado su mayor y más importante título para ser admirado, «que ningún ateniense vivo jamás ha tenido que llevar luto por mi culpa». Pericles vivió durante los primeros dos años y medio de la guerra del Peloponeso y, de acuerdo a Tucídides, su muerte fue un desastre para Atenas, puesto que sus sucesores fueron inferiores a él. Prefirieron instigar los malos hábitos de la gente y siguieron una política inestable buscando la popularidad en lugar de servir a la utilidad pública. Con estos comentarios tan amargos, Tucídides no solo lamenta la pérdida de un hombre al que admiraba, sino que anuncia el comienzo del fin de la gloria y grandeza de Atenas.
Según un estudio publicado a principios del 2006, llevado a cabo por la Universidad de Atenas, la peste antes mencionada fue una fiebre tifoidea, pues el ADN extraído de unos dientes hallados en un entierro griego, en el cementerio de Cerámico, donde se hallaron 150 cuerpos, vasijas y ofrendas, es semejante al de la Salmonella entérica serotipo Typhi (organismo causante de esta fiebre).

## Vida privada
Pericles, siguiendo la costumbre ateniense, se casó en primer lugar con una mujer de entre sus familiares más cercanos, con la que tuvo dos hijos: Jantipo y Paralo. Este matrimonio, sin embargo, no era un matrimonio feliz y, en algún momento del año 445 a. C., Pericles se divorció de su mujer y se la ofreció a otro marido, con el acuerdo favorable de sus parientes masculinos más cercanos. El nombre de su primera esposa se desconoce; la única información de que se dispone es que era la esposa de Hipónico antes de estar casada con Pericles, y la madre de Calias, hijo de este primer matrimonio.
La mujer a la que realmente amó fue Aspasia de Mileto. Se convirtió en la amante de Pericles y comenzaron a vivir juntos igual que si estuviesen casados. Esta relación provocó muchas reacciones e incluso el propio hijo de Pericles, Jantipo, que tenía sus propias ambiciones políticas, no dudó en utilizarla para atacar a su padre. En cualquier caso, estas críticas no doblegaron la actitud de Pericles, si bien tuvo que romper a llorar para proteger a su amada Aspasia cuando fue acusada de corromper a la sociedad de Atenas. Su gran tragedia personal fue la muerte por culpa de la epidemia de su hermana y de sus dos hijos legítimos, tragedia de la que nunca llegó a sobreponerse.
Justo antes de su muerte los atenienses permitieron un cambio en la ley de 451 a. C. que convertía a Pericles el Joven, su hijo con Aspasia (de sangre ateniense solo por parte de su padre), en un ciudadano y un heredero legítimo, una decisión sorprendente teniendo en cuenta que fue el propio Pericles quien propuso en un principio la ley que limitaba la ciudadanía a aquellos que naciesen tanto de padre como de madre ateniense.

## Opiniones
Pericles dejó su huella en una era e inspiró juicios de valor conflictivos sobre sus decisiones más significativas, lo cual es algo normal para una personalidad política de esta magnitud. El hecho de que fuera a la vez un importante político, general y orador hace que el objetivo de analizar sus acciones sea todavía más complejo.

### Liderazgo político

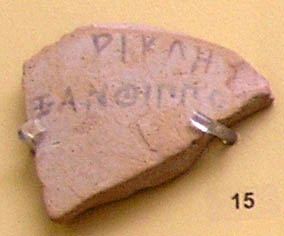
Un ostracon con el nombre de Pericles escrito en él.

Algunos de los historiadores contemporáneos, como por ejemplo Sarah Ruden, consideran que Pericles era un populista, un demagogo y un halcón, mientras que otros admiran su liderazgo carismático. Según Plutarco, tras asumir el liderato de Atenas, «ya no era el mismo de antes, ni sometido al pueblo ni dispuesto a cumplir los deseos de la multitud». Se dice que, cuando el rey de Esparta, Arquidamo, preguntó a su oponente político, Tucídides, quién era mejor luchador, si él o Pericles, Tucídides respondió sin vacilar que Pericles, porque incluso derrotado era capaz de convencer a la audiencia de que había ganado. En cuestión de carácter, Pericles estaba por encima de cualquier reproche a ojos de los historiadores antiguos, puesto que «se mantuvo incorruptible, aunque no era indiferente a la idea de ganar dinero».
Tucídides, admirador de Pericles, mantiene que Atenas era «una democracia de nombre pero, de facto, estaba gobernada por su primer ciudadano». A pesar de este comentario, el historiador destaca el carisma de Pericles para dirigir, convencer y, en ocasiones, manipular. Aunque Tucídides menciona la multa a Pericles, no detalla las acusaciones contra el político, sino que se centra en la integridad del personaje. Por un lado, Platón rechaza la glorificación de Pericles en uno de sus diálogos y cita a Sócrates diciendo: «Hasta donde yo sé, Pericles convirtió a los atenienses en gente perezosa, avariciosa y chismosa, con su iniciativa de subvenciones». Por otro lado, el alumno de Platón, Aristóteles, admiró a gobernantes como Pericles «porque son capaces de ver lo que les conviene a ellos y a sus gobernados». Plutarco menciona otras críticas sobre el liderazgo de Pericles: «otros muchos dicen que la gente le siguió al principio por el reparto de tierras públicas, los festivales y los pagos por servicios públicos, lo que les llevó a caer en malos hábitos y amantes del lujo, en vez de frugales y autosuficientes».
Tucídides argumenta que Pericles «no era arrastrado por el pueblo, sino que era él quien lo guiaba». Su juicio no se discute (algunos críticos del siglo XX como Malcolm F. McGregor y John S. Morrison, proponen que podría haber sido una cara carismática actuando como abogado de las propuestas de sus consejeros, del propio pueblo.). Según King, al incrementar el poder del pueblo, los atenienses se encontraron sin un buen líder autoritario. Durante la guerra del Peloponeso, la dependencia de Pericles del apoyo popular para gobernar resultó obvia.

### Logros militares
Durante más de 20 años Pericles dirigió numerosas expediciones, principalmente de carácter naval. Demostró ser muy cauteloso, y nunca se enzarzó por iniciativa propia en ninguna batalla incierta o peligrosa ni accedió a los «vanos impulsos de los ciudadanos». Basó su política militar en el principio de Temístocles de que el predominio de Atenas dependía de su poderío naval, y creía que los peloponesios eran prácticamente invencibles en tierra firme. Pericles trató también de minimizar las ventajas de Esparta reconstruyendo las murallas de Atenas. De acuerdo a Josiah Ober, profesor de clásicas en la Universidad de Princeton, la estrategia de reconstruir las murallas alteró radicalmente el uso de la fuerza en las relaciones internacionales griegas.
Durante la guerra del Peloponeso, Pericles inició una «gran estrategia» defensiva, cuyo objetivo era el desgaste del enemigo y la preservación del statu quo. De acuerdo a Platias y Koliopoulos, Atenas, en el papel de facción más fuerte, no necesitaba vencer a Esparta militarmente y «decidió neutralizar el plan espartano para vencer» evitando la confrontación directa (motivo por el cual urgió a los atenienses a no revocar el Decreto de Megara) y tener que cubrir áreas demasiado extensas. Según Kagan, la insistencia en que no hubiera expediciones de diversión podría también haber surgido de la amarga experiencia en la campaña de Egipto, que había apoyado. Su estrategia se dice que fue «inherentemente impopular», pero Pericles consiguió persuadir al pueblo de seguirla.
Por esta razón Hans Delbrück dijo de él que había sido uno de los mayores políticos y líderes militares de la historia. Aunque sus compatriotas se involucraron en varias acciones agresivas poco después de su muerte, Platias y Koliopoulos argumentan que los atenienses se mantuvieron fieles a la estrategia fundamental de Pericles de tratar de preservar, no expandir, el imperio, hasta la expedición a Sicilia. Por su parte, Ben X. de Wet concluye que su estrategia habría tenido éxito si hubiese vivido más tiempo.
Las críticas contrarias a su estrategia, sin embargo, han sido tan numerosas como las que la han apoyado. Una crítica muy común es que Pericles siempre fue mejor político y orador que estratega. Donald Kagan llamaba a su estrategia «una forma de pensamiento lleno de deseos fallida», mientras que Barry S. Strauss y Josiah Ober han llegado a decir que «como estratega era un desastre y tiene parte de culpa en la gran derrota de Atenas». Kagan critica la estrategia en cuatro partes: primero, que rechazar pequeñas concesiones trajo la guerra; segundo, que era imprevisible para el enemigo y que, por tanto, no tenía credibilidad; tercero, que era demasiado débil para explotar cualquier oportunidad; y cuarto, que dependía de Pericles para su ejecución y que por ello estaba condenada a ser abandonada tras su muerte. Kagan estima el gasto de Pericles en su estrategia militar en alrededor de 2000 talentos anuales, y basándose en esta cifra concluye que solo habría tenido dinero para mantener la guerra durante tres años. Afirma que, como Pericles debía saber esta limitación, debió planear probablemente una guerra mucho más corta. Otros, como Donald W. Knight, concluyen que su estrategia era demasiado defensiva, y que no podía tener éxito.
En el otro lado, Platias y Koliopoulos rechazan estas críticas y subrayan que «los atenienses perdieron la guerra solo cuando revirtieron dramáticamente la gran estrategia de Pericles, que explícitamente desaconsejaba más conquistas». Es una conclusión muy común la de que aquellos que le sucedieron no tuvieron su habilidad y su carácter.

### Habilidades oratorias

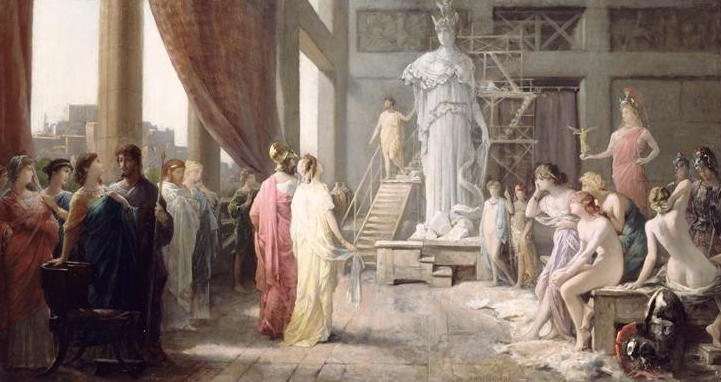
Pintura de Hector Leroux (1682-1740), que retrata a Pericles y Aspasia admirando la gigantesca estatua de Atenea en el estudio de Fidias.

Los modernos comentaristas de Tucídides todavía intentan resolver el problema de los discursos de Pericles, tratando de averiguar si las palabras pertenecen al personaje ateniense o al historiador. Dado que Pericles nunca escribió ni publicó sus discursos, ningún historiador puede contestar a esta cuestión con seguridad. Tucídides recreó tres de sus discursos y, por ello, no se puede saber si añadió parte de sus propias nociones e ideas. Aunque Pericles era su fuente principal de inspiración, algunos historiadores han hecho hincapié en que el estilo idealista y apasionado de los discursos que Tucídides atribuye a Pericles está completamente en contra del propio estilo de escritura del historiador, frío y analítico. Esto podría, sin embargo, ser el resultado de la incorporación del género de retórica dentro del género de la historiografía, o, en otras palabras, Tucídides podría haber utilizado dos estilos distintos para dos propósitos distintos.
Kagan afirma que Pericles adoptó una forma elevada de oratoria, lejos de los trucos vulgares de los oradores para la muchedumbre y, según Diodoro de Sicilia, «sobresalió sobre todos sus compatriotas en capacidad oratoria». Según Plutarco, evitó utilizar mímica en sus discursos, al contrario que el apasionado Demóstenes, y siempre hablaba con calma y de forma tranquila. El biógrafo apunta que, en cambio, el poeta Ion de Quíos informó de que el estilo de hablar de Pericles era «una forma presuntuosa y algo arrogante de dirigirse, y que en su arrogancia había una gran cantidad de desdén y falta de respeto por los demás». Gorgias, en el diálogo de Platón del mismo nombre, utiliza a Pericles como ejemplo de oratoria poderosa. En Menexeno, en cambio, Sócrates se burla de la fama oratoria de Pericles, diciendo irónicamente que puesto que el político fue educado por Aspasia, profesora de muchos oradores, debería ser superior en retórica que alguien educado por Antífono. También atribuye la autoría de la oración fúnebre a Aspasia y ataca la veneración que sus contemporáneos tenían a Pericles.
Los escritores de la antigua Grecia llaman a Pericles «Olímpico» en honor a sus talentos, y llevando las armas de Zeus en sus discursos. Según Quintiliano, Pericles siempre se habría preparado para sus discursos y, antes de presentarse ante el público, habría rezado a los dioses para no emitir una palabra equivocada. Sir Richard C. Jebb concluye que «único como político ateniense, Pericles debió haber sido también único como orador; primero, porque ocupó una posición de importancia política que no había logrado ningún hombre antes que él; segundo, porque sus ideas y su moral le ganaron tanto renombre por su elocuencia que nadie jamás lo obtuvo de los atenienses».

### Legado

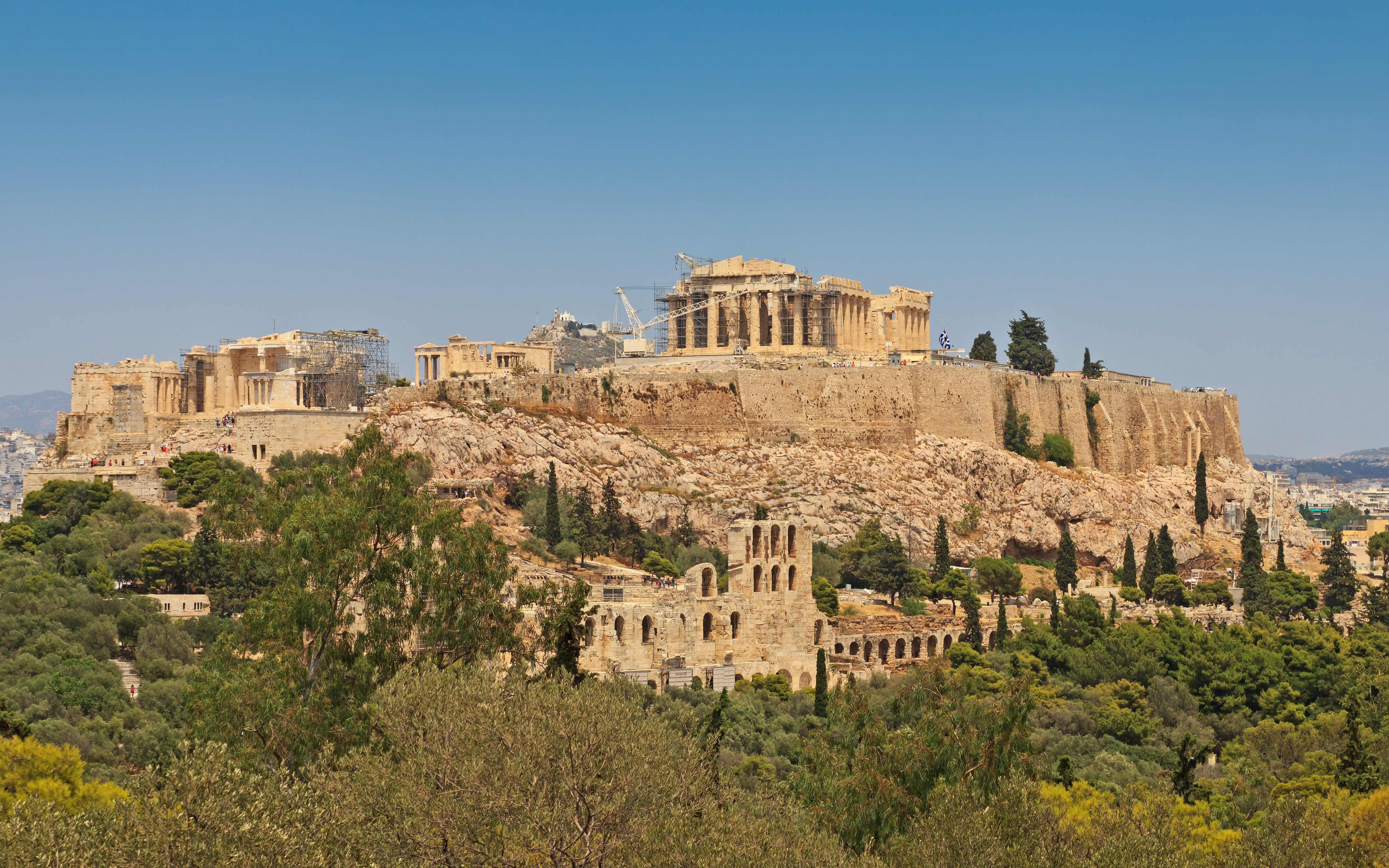
La mayoría de templos de la Acrópolis de Atenas se construyeron promovidos por Pericles.

El legado más visible de Pericles se puede encontrar en los trabajos literarios y artísticos de su Edad de Oro, de los cuales muchos han sobrevivido hasta nuestros días. La Acrópolis, aunque en ruinas, todavía permanece como el símbolo de la Atenas moderna. Paparrigopoulos escribió que estas obras maestras eran «suficientes para hacer del nombre de Grecia algo inmortal en nuestro mundo».el experto C.M. Bowra, en su libro "La Atenas de Pericles", dice que el mayor aporte del mandatario fue el "respeto por el individuo" independientemente de su clase. De hecho, asegura, una vez que éste ideal "ha sido traído a la vida, no puede ser eliminado". Se trata, claro, del ideal de una democracia auténticamente participativa. 
En términos políticos, Victor L. Ehrenberg argumenta que el elemento básico del legado de Pericles es el imperialismo ateniense, que, exceptuando a la potencia gobernante, niega la verdadera democracia y las libertades al resto de estados. La promoción de un imperialismo tan arrogante se dice que arruinó a Atenas.
Sin embargo, otros analistas subrayan un humanismo ateniense ilustrado por la Edad de Oro. La libertad de expresión se ve como un legado duradero de este período. Pericles es alabado como «el prototipo ideal de político perfecto en la antigua Grecia» y su Discurso fúnebre es hoy en día sinónimo de la lucha por la democracia participativa y el orgullo cívico.

## Comentarios

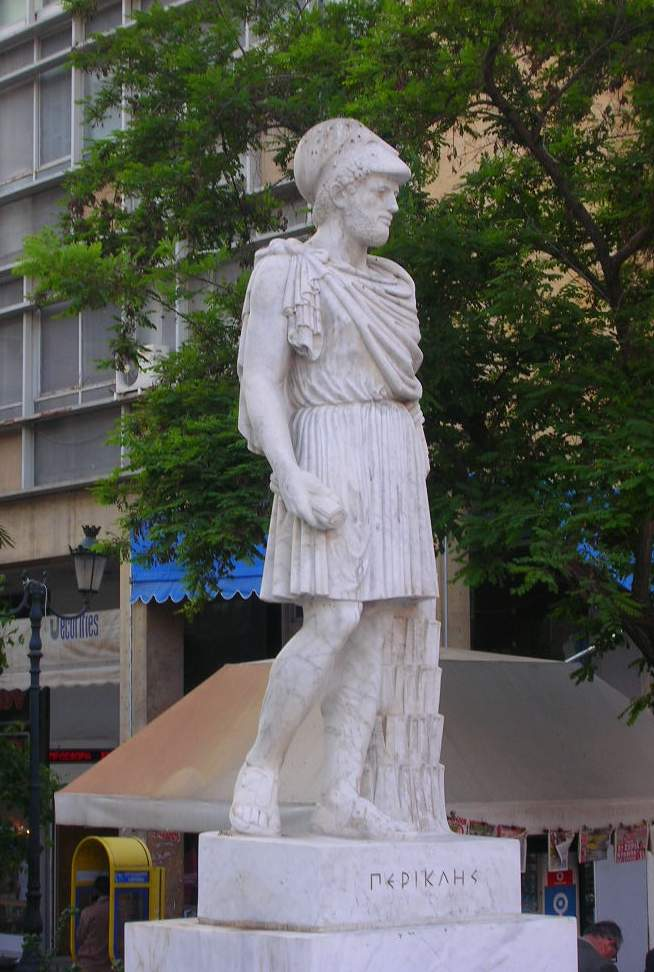
Estatua erigida a Pericles en Atenas (Grecia).

1. La fecha exacta de nacimiento de Pericles se desconoce. No podría haber nacido más tarde de 492-1 y haber tenido edad para hacer frente a los persas en 472. Visto que Pericles no aparece en ningún escrito habiendo tenido parte en la Guerra con Persia de 480-479, algunos historiadores argumentan que no habría nacido antes de 498, pero este argumento ex silentio también se ha descartado.
2. Plutarco dice que su mujer era «nieta» de Clístenes, pero esto es cronológicamente implausible y existe consenso en que era la sobrina de Clístenes.
3. Tucídides recoge una serie de discursos que atribuye a Pericles, pero Tucídides mismo reconoce que «era difícil plasmar los todos palabra por palabra de memoria, por lo que mi costumbre ha sido poner en boca de los oradores mi opinión, aunque manteniendo lo más posible el sentido general de lo que dijeron de verdad».
4. Plutarco dice que Idomeneo afirmaba que Pericles mató a Efialtes, pero no le cree al entender que iría en contra del carácter de Pericles. Según Aristóteles, quien mató a Efialtes fue Aristódico de Tanagra.
5. Según Plutarco, se cree que Pericles atacó a Samos para gratificar a Aspasia de Mileto.
6. Vlachos mantiene que la narración de Tucídides da la impresión de que la alianza de Atenas se había convertido en un imperio autoritario y opresivo, si bien no hace comentarios sobre el mismo tipo de control ejercido por Esparta. Vlachos subraya, sin embargo, que la derrota de Atenas podría traer un gobierno de Esparta todavía más cruel, algo que realmente ocurrió. Por ello, el comentario del historiador de que la opinión pública griega apoyaba las demandas espartanas para liberar Grecia parecen tendenciosas. Geoffrey Ernest Maurice de Ste Croix, por su parte, argumenta que el imperio de Atenas fue bienvenido y evaluado por la estabilidad de la democracia en toda Grecia. Según Fornara y Samons, «cualquier visión que apoye que la popularidad o su contrario pueden inferirse simplemente de consideraciones ideológicas estrechas es superficial».
7. Según Platias y Koliopoulos, la política de Pericles se guiaba por cinco principios: a) Equilibrar el poder con el del enemigo, b) Explotar ventajas competitivas y neutralizar las del enemigo, c) Parar al enemigo mediante la negación de su éxito y la venganza, d) Desgastar el poder internacional básico del enemigo, e) Modelar el ambiente doméstico del enemigo en beneficio propio.
8. Según Vlachos, Tucídides debía tener unos 30 años de edad cuando Pericles pronunció su famoso Discurso fúnebre, y debió estar entre el público.
9. Vlachos apunta que no sabe quién escribió el Discurso fúnebre, pero que «esas son las palabras que debieron decirse a finales de 431 a. C.». Según Sir Richard C. Jebb, los discursos de Tucídides dan una idea general del pensamiento de Pericles con una fidelidad en lo esencial. Es posible que puedan tener dichos suyos, «pero es seguro que no pueden tomarse como forma de la oratoria del político». John F. Dobson cree que «aunque el lenguaje es el del historiador, algunas ideas podrían ser las del político». C. M. . Sicking argumenta que «estamos oyendo la voz real de Pericles», mientras que Ioannis T. Kakridis defiende que el Discurso fúnebre es una creación casi exclusiva de Tucídides, dado que «la audiencia real no son los atenienses del comienzo de la guerra, sino los contemporáneos de 400 a. C., que sufren las repercusiones de la derrota». Gomme está en desacuerdo con Kakridis, e insiste en la fiabilidad de Tucídides.
10. Según la Enciclopedia Suda del siglo XX, Pericles habría sido el primer orador en escribir sistemáticamente todos sus discursos. Cicerón habla de los escritos de Pericles, pero recalca que no deben verse como verdaderos. Muy probablemente, otros escritores usaron su nombre.
11. Ioannis Kalitsounakis argumenta que «ningún lector puede mirar por encima la suntuosa rima del Discurso fúnebre como un todo y la correlación singular de impetuosa emoción y maravilloso estilo, atributos que Tucídides no adjudica a ningún otro orador salvo Pericles». Según Harvey Ynis, Tucídides creó el legado retórico de Pericles que ha dominado desde entonces.

### Fuentes secundarias

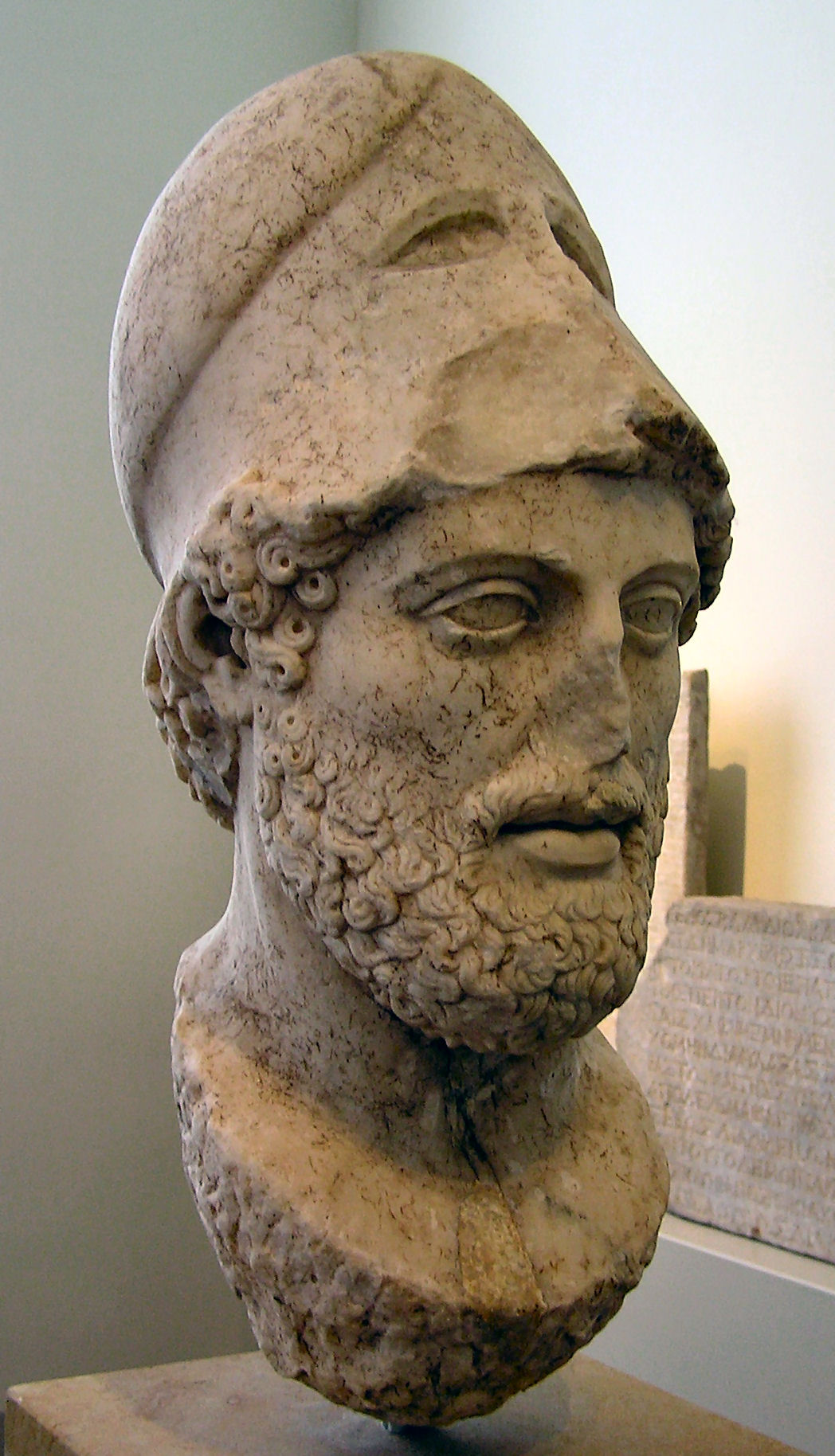
Busto de Pericles, obra de Cresilas, Museo Altes, Berlín.